# Lapidi di Enrico VI e Costanza d'Altavilla

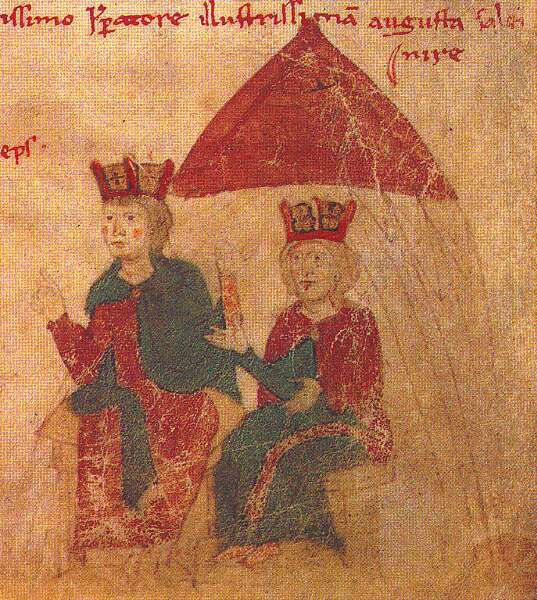
Enrico VI e Costanza d'Altavilla, miniatura dal "Liber ad honorem Augusti" di Pietro da Eboli.

Le Lapidi di Enrico VI e Costanza d'Altavilla sono tre antichi monumenti, risalenti al XII secolo.
Realizzate in marmo di Paros (isola della Grecia, nell'arcipelago delle Cicladi), si riferiscono al privilegio del porto franco, concesso alla città di Messina dall'imperatore Enrico VI di Svevia nel maggio 1197.

## Storia
Nel 1197, anno cruciale per Messina, l'imperatore Enrico VI (1165-1197) concesse alla città un privilegio importante, il Porto Franco. Tale disposizione, vera e propria garanzia per i traffici del porto, conteneva molteplici immunità, di natura sia economica che giuridica.

In particolare, essa concedeva al porto la libera importazione ed esportazione di merci di qualsivoglia genere, senza obbligo di tasse; a ciò si univa l'inappellabilità nei confronti delle sentenze dello stratigoto, il quale aveva la duplice funzione di magistrato cittadino e di capitano d'armi. Lo stratigoto, figura centrale nel panorama giuridico dell'epoca, veniva eletto direttamente dal sovrano.

Alla morte di Enrico VI, avvenuta improvvisamente il 28 settembre dello stesso anno presso il Palazzo Reale di Messina, l'imperatrice Costanza d'Altavilla (1154-1198), in qualità di regnante superstite, decise di riconfermare il proclama regale, senza peraltro inserirvi novità di rilievo.

Al fine di conferire un giusto riconoscimento allo scomparso imperatore e all'intera famiglia imperiale, la cittadinanza messinese decise di realizzare tre lapidi che, per l'occasione, furono solennemente trasferite nella cattedrale della città, allora dedicata a "Santa Maria La Nova".

Collocate per secoli nei pressi del trono del legato apostolico (o reale), furono rimosse da tale sede nel 1894 quando, a causa della fine in Sicilia della Legazia Apostolica (13 maggio 1871), il cardinale Giuseppe Guarino ne ordinò la rimozione. Nell'area iniziarono ben presto i lavori per la costruzione dell'attuale soglio arcivescovile. I due monumenti, così rimossi, trovarono comunque posto e visibilità sempre all'interno della cattedrale. Per effettuare tale radicale cambiamento si dovette interpellare la Commissione Conservatrice di Antichità e Belle Arti (Mandalari).

Il terremoto del 28 dicembre 1908 provocò anche la distruzione del Duomo: le lapidi, già danneggiate dal tempo, vennero così ridotte in frammenti. Fortunatamente, pochi giorni dopo il sisma, su richiesta di alcuni cittadini si provvide al recupero delle storiche lastre marmoree, le quali furono trasferite nei locali del Museo Nazionale (ora Regionale).

## Il ritorno delle due lapidi nella Basilica Cattedrale di Messina

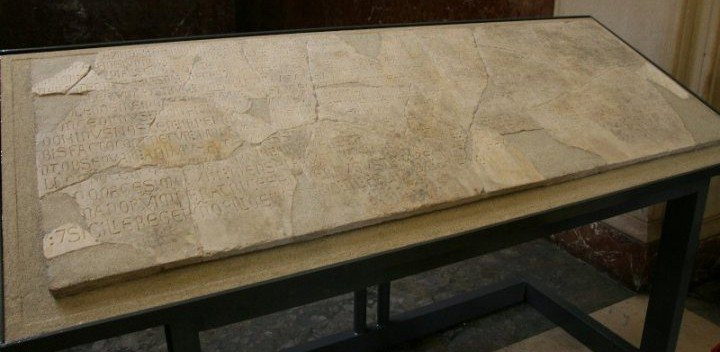
La Lapide di Costanza d'Altavilla (1198) nell'androne di Palazzo Zanca (2011).

Approvato il 9 settembre 2009, il restauro definitivo della lapide di Costanza d'Altavilla (effettuato dal prof. Ernesto Geraci del Museo Regionale di Messina e fortemente voluto da tre amatori di Storia Patria messinese, Daniele Espro, Daniele Rizzo e Aurora Smeriglio) si è concluso con la riconsegna della lapide il 24 giugno 2012, da allora esposta nei pressi del trono arcivescovile.
Nel mese di maggio 2013, anche ciò che rimaneva delle due (e più importanti) Lapidi di Enrico, sono state restaurate e riconsegnate in deposito esterno al Duomo di Messina, per essere ricollocati il 13 giugno 2013, settantesimo anniversario dei bombardamenti Anglo-Americani che, nel 1943, distrussero la Cattedrale.

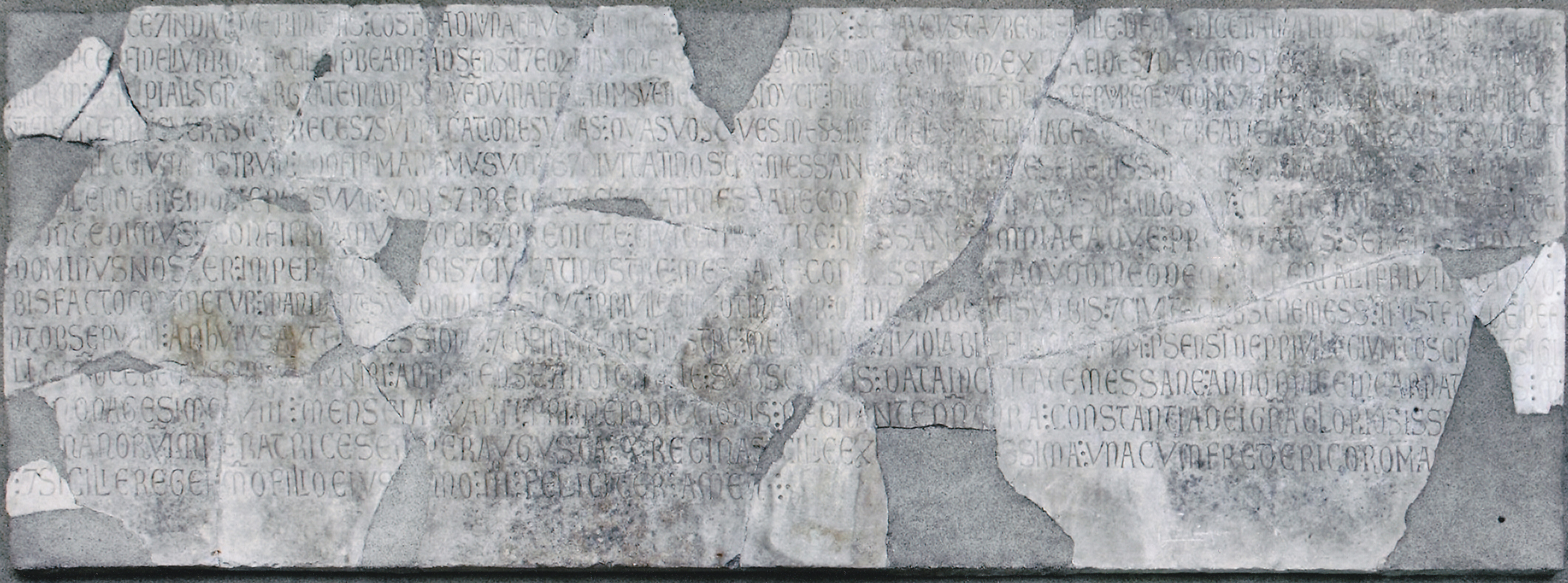
Una fase del restauro della lapide di Costanza